# Conus pulcher
Espèce
Statut de conservation UICN

 LC  : Préoccupation mineure
Conus pulcher est une espèce de mollusques gastéropodes marins de la famille des Conidae.

## Description
- Il a été décrit par John Lightfoot en 1786.
- Coquille lourde parfois très grande à spire basse en épaulement arrondi. Les côtés peuvent être droits ou légèrement convexes. La base du labre est carrée. L'apex des coquillages âgés est toujours érodé. La couleur et les motifs sont variables, mais c'est en général un coquillage blanc crème avec des bandes orange.
- Taille = 10 cm. mais peut atteindre 23 cm. (c'est le plus grand cône au monde).

## Répartition
Afrique occidentale.

## Habitat
Eaux peu profondes.

## Synonymie
- Conus archithalassius, Link (1807)[1]
- Conus bicolor, Sowerby II (1833)[1]
- Conus breviculus, Sowerby II (1833)[1]
- Conus fluctifer, Dillwyn (1817)[1]
- Conus grandis, Sowerby I (1823)[1]
- Conus leoninus, Gmelin (1791)[1]
- Conus nicolii, Wilson (1831)[1]
- Conus papilionaceus, Hwass in Bruguière (1792)[1], appellation encore utilisée aujourd'hui
- Conus paulina, Kiener (1850)[1]
- Conus prometheus, Hwass in Bruguière (1792)[1]
- Cucullus achatinus, Röding (1798)[1]
- Cucullus indiae, Röding (1798)[1]

### Sous-espèces
- Conus pulcher pulcher [Lightfoot], 1786 accepted as Conus pulcher [Lightfoot], 1786
- Conus pulcher siamensis Hwass, 1792 accepted as Conus pulcher [Lightfoot], 1786

## Philatélie
Ce coquillage figure sur une émission de l'Angola de 1974 (valeur faciale : 2,50 $).